# HSM-60
60ème Escadron d'hélicoptères d'attaque maritime
Le Helicopter Maritime Strike Squadron Six Zero ( HELMARSTRIKERON 60 ou HSM-60), également connu sous le nom de "Jaguars", est un escadron de réserve d'hélicoptères de l'United States Navy Reserve basé à la Naval Air Station Jacksonville en Floride. L'escadron  se déploie à bord de croiseurs, destroyers, frégates et porte-avions à l'appui d'un groupe aéronaval pilotant le SH-60 Seahawk. L'escadron avait été créé sous le nom d'Helicopter Antisubmarine Squadron (Light) Sixt Zero (HSL-60) le 1er avril 2001.

## Mission

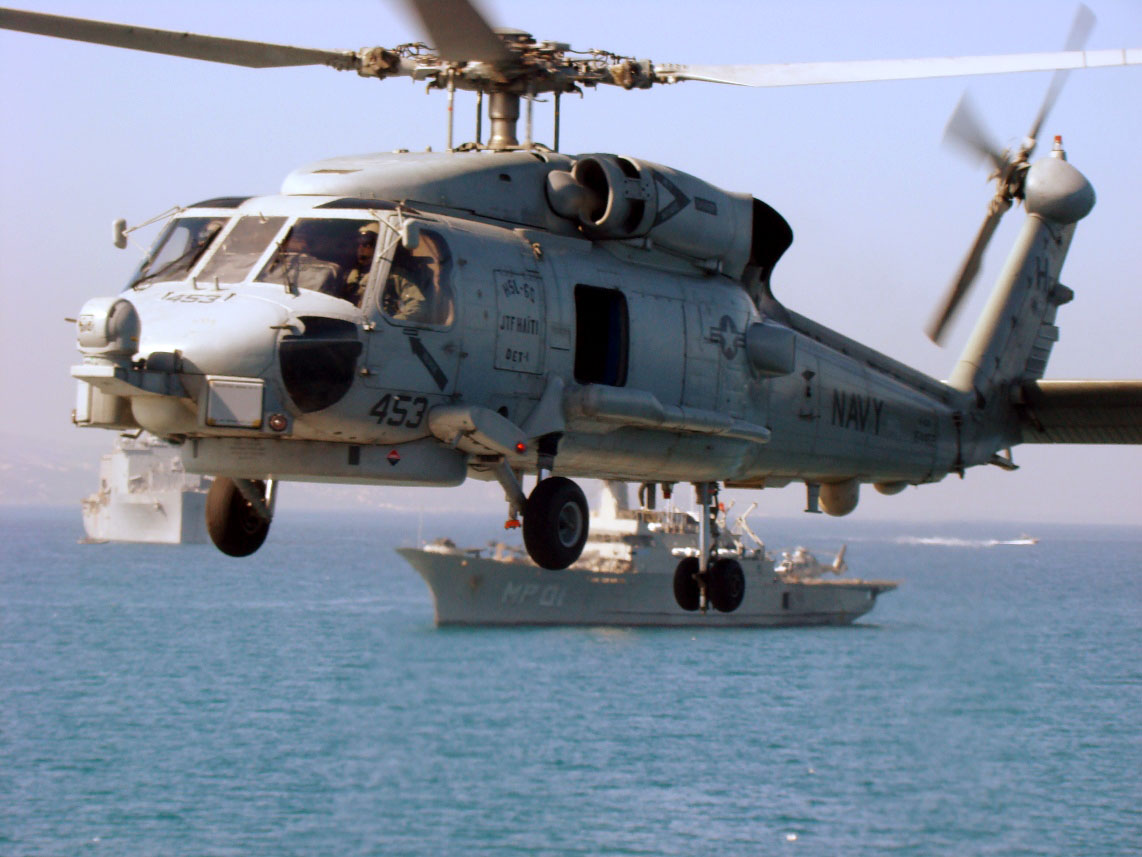
SH-60B Seahawk du HLS-60

L'escadron d'hélicoptères anti-sous-marins légers HSL-60 a été créé le 1er avril 2001 à la base navale de Mayport, en Floride, en tant que premier escadron de lutte anti-sous-marine de réserve de la côte atlantique avec 5 hélicoptères Sikorsky SH-60B Seahawk affectés à des tâches déployables dans le monde entier pour les commandants de flotte et de groupe de frappe.
L'escadron relève directement du commandant de la Naval Air Force Atlantic.

## Transition du HSL-60
Le HSL-60 de la Base navale de Mayport a été renommé HSM-60 le 1er juillet 2015 à la Naval Air Station Jacksonville. 
Le HSM-60 est la seule unité de réserve de la force de la flotte MH-60R Seahawk, offrant à ses commandants opérationnels une capacité de force de surtension immédiate pour répondre aux missions tactiques dans le monde entier.